# Ericydnus samadae
Ericydnus samadae is een vliesvleugelig insect uit de familie Encyrtidae. De wetenschappelijke naam is voor het eerst geldig gepubliceerd in 1988 door Myartseva & Kharchenko.